# Тшцель
Тшцель (пол. Trzciel, нім. Tirschtiegel) — місто в західній Польщі, на річці Обра.
Належить до Мендзижецького повіту Любуського воєводства.

## Демографія
Демографічна структура станом на 31 березня 2011 року:
|          | Загалом | Допрацездатний вік | Працездатний вік | Постпрацездатний вік |
| -------- | ------- | ------------------ | ---------------- | -------------------- |
| Чоловіки | 1207    | 230                | 863              | 114                  |
| Жінки    | 1242    | 229                | 730              | 283                  |
| Разом    | 2449    | 459                | 1593             | 397                  |